# Andorra en los Juegos Olímpicos de Vancouver 2010
Andorra estuvo representada en los Juegos Olímpicos de Vancouver 2010 por un total de 6 deportistas que compitieron en 3 deportes.  
El portador de la bandera en la ceremonia de apertura fue el deportista de snowboard Lluís Marin Tarroch. El equipo olímpico andorrano no obtuvo ninguna medalla en estos Juegos.